# Кызыл-Октябрь (Таласская область)
Кызыл-Октябрь — село в Бакай-Атинском районе Таласской области Кыргызстана. Административный центр Акназаровского аильного округа. Код СОАТЕ — 41707 220 826 01 0.

## Население
По данным переписи 2009 года, в селе проживало 2365 человек.